# Keith Morris
Keith Morris (18 de Setembro de 1955) é um cantor e compositor norte-americano. Ativo desde 1976, ele é mais conhecido por ter sido o vocalista de bandas como o Black Flag, OFF! e Circle Jerks. Após o fim de OFF! ele trabalha na V2 Records e continua tocando com Circle Jerks além de eventualmente se apresentar com integrantes antigos do Black Flag sob o nome FLAG.

## Biografia
Morris nasce em Hermosa Beach, Califórnia, em uma família judia Goldstein. Depois de sues avós presenciarem um linchamento da KKK, seu avô disse que precisavam ir embora e mudar de nome pois provavelmente os judeus seriam os próximos. Seu pai, Jerry, era um baterista de jazz em ascensão e nos anos 70 abriu uma loja de iscas naturais e acabou fazendo amizade com um produtor de discos de jazz chamado Ozzie Cadena (pai de Dez Cadena que viria a ser integrante do Black Flag). Keith frequentou a escola Mira Costa Hihg School, onde conheceu os irmãos Greg e Raymond Ginn. Após se formar ele estudou artes plásticas e pintura enquanto trabalhava na loja de iscas de seu pai. Um de seus colegas de trabalho na loja era Bill Stevenson, que estudou na mesma escola porém 8 anos mais novo e também viria a fazer parte da banda. Em 1976, Morris foi co-fundador da banda Black Flag (conhecida como Panic! na época), com o guitarrista Greg Ginn. Ele gravou apenas o EP Nervous Breakdown e saiu da banda, em 1979, alegando divergências criativas e seu próprio vício extremo em drogas, bebidas e velocidade.
Depois de deixar o Black Flag, em 1979, Morris fundou sua própria banda, o Circle Jerks, junto com o guitarrista do Bad Religion, Greg Hetson. A banda durou até 1989.
Depois do fim do Circle Jerks trabalhou em alguns álbuns do Bad Religion.
Em 1995 volta a tocar com o Circle Jerks. Em 1999, Keith foi diagnosticado com diabetes. A banda teve de fazer vários shows para pagar suas altas contas médicas.
Em 2009 se juntou a Dimitri Coats, Mario Rubalcaba e Steven McDonald para formar o supergrupo OFF!, lançando em 2010 o primeiro disco dos 4 discos da banda, que duraria até 2024.
Em 2020 a banda Circle Jerks sai do hiato e volta a excursionar. 

## Discografia

### Black Flag

#### EPs
- Nervous Breakdown EP (1978, SST Records)

#### Compilações
- Everything Went Black 1978-1982 (1982, SST Records)
- The First Four Years (1983, SST Records)

### Circle Jerks

#### Álbuns
- Group Sex (1980, Frontier)
- Wild in the Streets (1981, IRS)
- Golden Shower of Hits (1983, Goldstein's LAX)
- Wonderful (1985, Combat)
- VI (1987, Combat)
- Gig (Ao vivo, 1991, Combat)
- Oddities, Abnormalities and Curiosities (1995, Mercury)
- Live at the House of Blues (2004)

#### EPs
- "Wild In The Streets" (flexi-7", Posh, 1982)
- "Jerks On '45" (7", Rhino, 1983)
- "Teenage Electric" (7", Mercury, 1995)
- "I Wanna Destroy You" (7", Mercury, 1995)
- Sawblade (split c/Adolescents)(7", Musical Tragedies, 1996)

#### Trilhas sonoras
- Decline Of The Western Civilization - Soundtrack (MGM, 1981)
- Repo Man - Soundtrack (MCA, 1984)
- Love Kills - The Sid And Nancy Sountrack (MCA, 1986)

### Midget Handjob
- Midnight Snack Break at the Poodle Factory (2000)

### OFF!
- First Four EPs (Vice, 2010)
- OFF! (Vice, 2012)
- Wasted Years (Vice, 2014)
- Free LSD (Fat Possum Records, 2022)